# Oscinimorpha novakii
Oscinimorpha novakii är en tvåvingeart som först beskrevs av Gabriel Strobl 1893.  Oscinimorpha novakii ingår i släktet Oscinimorpha och familjen fritflugor. Inga underarter finns listade i Catalogue of Life.